# Черноврат блатист малимбус
Черноврат блатист малимбус (Malimbus cassini) е вид птица от семейство Ploceidae.

## Разпространение
Видът е разпространен в Габон, Гана, Екваториална Гвинея, Камерун, Република Конго, Демократична република Конго и Централноафриканската република.